# Јасена (Невесиње)
Јасена је насељено мјесто у општини Невесиње, Република Српска, БиХ. Према попису становништва из 1991. у насељу је живјело 50 становника.

## Географија
Смјештено је јужно од пута који спаја Невесиње и Мостар. Једно је од насељених мјеста општине Невесиње.
Село је смјештено на обронцима планине Вележ (подвелешки плато). Клима је континентална са дугим и хладним зимама и кратким и топлим љетима. Највише падавина је у касну јесен и прољеће. Ради се о типично крашком селу са свим крашким појавама.
Координате села су: 43°11'48" сјеверне географске ширине и 18°1'27" источне географске дужине.
Приближна удаљеност Јасене од околних села (ваздушном линијом):
- 2.1  до Клепетуше
- 3.3  до Жуберина
- 4.2  до Дабрице
- 4.4  до Шћепан Крста
- 4.7  до Горње Рабине
- 4.9  до Поређа
- 5.1  до Жуља
- 5.3  до Доње Рабине
- 5.3  до Горњег Брштаника
- 5.9  до Букорића

## Историја
Постоји легенда да је село настало на мјесту гдје је погинуо један од тројице браће, бјежећи испред турске потјере (Јасенко) о чему свједочи камени крст у близини сеоског гробља.
По неким причама постојала су шесторица или осморица браће која су изгинула у сватовима, а по њиховим именима именовани су поједини географки појмови овог краја:
Ливор — Ливорска продо, Демил — демилов крст, Грљан — Грдијевићи, Радован — Радимља, Шћепан — Шћепан крст, Јасенко — Јасена, Свитавко — Свитава и Доман — Домановићи.
У близини гробља се налази и већи број стећака који нису ваљано испитани.

## Становништво
| Националност       | 1991. | 1981. | 1971. | 1961. |
| Срби               | 48    | 73    | 129   | 171   |
| остали и непознато |       | 1     |       |       |
| Укупно             | 48    | 74    | 129   | 171   |

| Демографија | Демографија | Демографија |
| Година      | Становника  | Становника  |
| ----------- | ----------- | ----------- |
| 1961.       | 171         |             |
| 1971.       | 129         |             |
| 1981.       | 74          |             |
| 1991.       | 48          |             |